# Calculadora gràfica

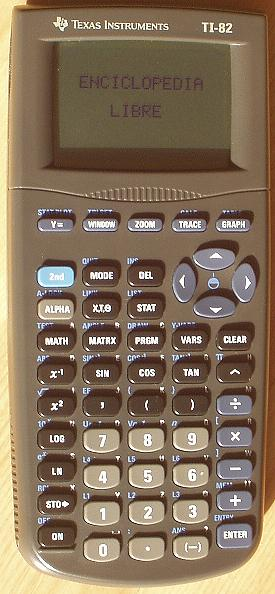
Calculadora gràfica TI 82.

El terme calculadora gràfica fa referència típicament al tipus de calculadores de butxaca que són capaces de representar gràfiques, resoldre sistemes d'equacions i realitzar moltes altres tasques amb variables. Els models avançats permeten la manipulació d'expressions matemàtiques simbòliques; si bé encara poden trobar limitacions a l'hora de resoldre certes expressions. Aquestes calculadores són capaces de resoldre sistemes matricials i determinants, i una gran quantitat de tasques amb variables com a integrals, equacions de quart, tercer o segon grau i derivades.
Es diu que Edith Clarke, ingeniera elèctrica, fa inventar la primera calculadora gràfica. Casio va començar a distribuir-ne el 1985. Posteriorment, altres marques van seguir la seva trajectòria. Les més conegudes són Texas Instruments (TI) i Hewlett-Packard (HP). Totes elles són similars amb relació a les prestacions i potència, si comparem models afins. No obstant, es poden diferenciar en l'enfocament que cada marca persegueix: Casio és una marca popular al món educatiu punt a Europa com a Àsia, TI és la referència en els instituts als Estats Units i HP va adquirir la seva fama en el camp de l'enginyeria quan va llançar els seus primers models.
Malgrat aquesta aparent igualtat entre les marques, cada model té els seus avantatges i inconvenients. En general, es pot dir que la calculadora HP és una calculadora completa, però complexa de manejar; que, a més, ofereix l'opció de la Notació polonesa inversa. Està dissenyada per a professionals i investigadors. Casio és fàcil d'usar i està més orientada a l'estudiant. TI està a mig camí entre ambdues, la qual cosa l'està fent emergir com una seriosa competidora.
Les calculadores gràfiques són necessàries per carreres i graus avançats.

## Característiques d'una calculadora gràfica
- Porten incorporat un microprocessador.
- Són programables. El llenguatge de programació és bàsic, però evoluciona amb l'aparició de nous models més potents.
- Teclat alfanumèric. Cada tecla executa fins a tres funcions, siguent una d'elles la inclusió d'un signe d'escriptura o de puntuació. Si aquest signe és una lletra, llavors pot representar un text escrit o una variable de memòria. Els signes de puntuació i altres específics són comandaments del llenguatge de programació.
- Sistema operatiu actualitzable.
- Pantalla gran que la fa favorable per a la representació i l'estudi de funcions.
- Els models recents permeten la realització de gràfics en tres dimensions.
- Treballen amb llistes de dades i matrius.
- Porten preinstalada un full de càlcul (versió adaptada).
- Són aptes per a àlgebra, càlcul, estadística avançada i matemàtica financera.
- La seva utilitat s'estén a les àrees de ciències i a les enginyeries: existeixen programes i aplicacions fàcilment instalables.
- Connexió amb el PC i amb altres models compatibles de calculadores (per cable o infrarojos).
- Utilitzen targetes de memòria per guardar els programes.
- Visualització natural, en els models recents: les expressions matemàtiques apareixen en pantalla com en els llibres de text.
- Alguns models tenen pantalla en color.
- Disposen d'accessoris que augmenten les seves aplicacions en l'ensenyament com a sensors que permeten la recol·lecció de dades experimentals per a la seva posterior anàlisi i la possibilitat de connexió a un projector